# 皇后崎
皇后崎（こうがさき）とは北九州市八幡西区の地名。黒崎と穴生の中間にあたる区域である。

## 地理
黒崎駅から西へ約2kmの位置で、町名としては皇后崎町がある。広義の意味での「皇后崎」とは黒崎と穴生の境界部を形成する丘陵状の区域一帯及びその周辺部を指し、皇后崎町のほか、青山（1-3丁目）、萩原（1-3丁目）、洞南町、夕原町及び桜ヶ丘町を指す。区域的には北九州市立青山小学校の校区とほぼ一致することから、特に国道3号線より南の区域は青山とも呼ばれることがある。皇后崎とは名称のとおり、かつては洞海湾に突き出した岬であり、神功皇后が上陸したという伝説からこの名が付けられた。歴史的には八幡西区の前身である八幡市に合併された遠賀郡黒崎町（大字熊手）及び上津役村（大字穴生）のそれぞれ一部に相当する。

## 地域の特徴
丘陵状の地形で坂やカーブが多く、隣接する黒崎（熊西地区）と穴生との天然の境界線を形成している。基本的には住宅街で、マンションなどの高層住宅が少なくない。商店は筑豊電気鉄道萩原駅周辺を中心に立地していたが、近年は熊西地区の一部でもある桜ヶ丘町で再開発が進み、ニトリ八幡西店や大型商業施設である「フレスポ黒崎」が立地している。広い意味で黒崎又は穴生の一部とみなされることもある。

## 交通
- 筑豊電気鉄道萩原駅
- 西鉄バス皇后崎バス停
- 国道3号黒崎バイパス皇后崎ランプ
- この他、西鉄北九州線皇后崎停留場が2000年まで存在した。

## 教育施設
- 北九州市立青山小学校
- 北九州市立萩原小学校
- 北九州市立穴生中学校（穴生の大半も校区であるが、萩原地区に位置する）
- 星琳高等学校

## 公共施設
- 北九州市青山市民センター
- 穴生公園（萩原地区内にあり）
- 皇后崎公園
- 皇后崎環境センター